# Schulz Point
Schulz Point är en udde i Antarktis. Den ligger i Östantarktis. Australien gör anspråk på området.
Terrängen inåt land är varierad. Havet är nära Schulz Point åt nordväst. Trakten är glest befolkad. Närmaste befolkade plats är Casey Station, 2,3 kilometer öster om Schulz Point. 